# Aulopocella bilamella
Aulopocella bilamella is een mosdiertjessoort uit de familie van de Lekythoporidae. De wetenschappelijke naam van de soort is voor het eerst geldig gepubliceerd in 1991 door Lu.